# Academia Militar de Halmstad
A  Academia Militar de Halmstad  (em sueco Militärhögskolan Halmstad; com a sigla MHS H) é uma escola superior das Forças Armadas da Suécia, sediada em Halmstad, no sul do país.

Neste estabelecimento de ensino, é ministrada a formação de suboficiais (specialistofficer) e oficiais da reserva  (reservofficer), com foco na capacidade de liderança, no contexto integrado das Forças Armadas da Suécia.

Nas Forças Armadas da Suécia, os suboficiais (specialistofficer) correspondem aos sargentos das Forças Armadas de Portugal, e os oficiais da reserva (reservofficer) são oficiais e suboficiais que prestam anualmente serviço durante um período limitado de tempo, mantendo a sua atividade profissional civil ordinária.

O pessoal deste estabelecimento de ensino é constituído por 100 efetivos, incluindo oficiais profissionais, militares em serviço permanente e funcionários civis.